# جماجم واجاك

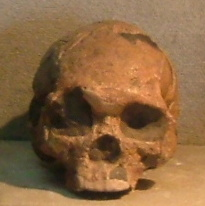
واجاك 1

جماجم واجاك (بالإنجليزية: Wajak crania) أو جماجم وادجاك هما حفريتان لجمجمتين مكتشفتين بالقرب من واجاك في مقاطعة مالانغ في الجاوة الشرقية في إندونيسيا في 1888/90. اعتُبر إنسان واجاك نوعًا منفصلًا في الماضي، وكان مُصنَّفًا في السابق كـ«هومو وادجاكينسيس»، يُنظر للجمجمتين الآن على أنهما تعودان للبشر المعاصرين تشريحيا. يعود تاريخ الجمجمتين إلى العصر الهولوسيني الأول والأوسط (منذ 12 ألف إلى 5 آلاف سنة) وأجري هذا التأريخ في تسعينات القرن الماضي، لكن ظهرت دراسة جديدة في 2013 تدعي أن تاريخهما يقع بين 28 ألف و37 ألف سنة. يوصف المورفولوجي الخاص بهما بأنه ينتمي إلى سلالة أستراليود البدائية، أو وسيط بين إنسان سولو وسلالة أستراليود المعاصرة، أي من المحتمل أن يكون خليطًا مغوليًّا.